# BüchnerBühne
Die BüchnerBühne ist ein 2009 in Riedstadt gegründetes Theater, das den Namen von Georg Büchner trägt, der im Stadtteil Goddelau geboren wurde. Seit 2011 hat es seinen Sitz im Stadtteil Leeheim. Die künstlerische Leitung obliegt Christian Suhr.

## Geschichte

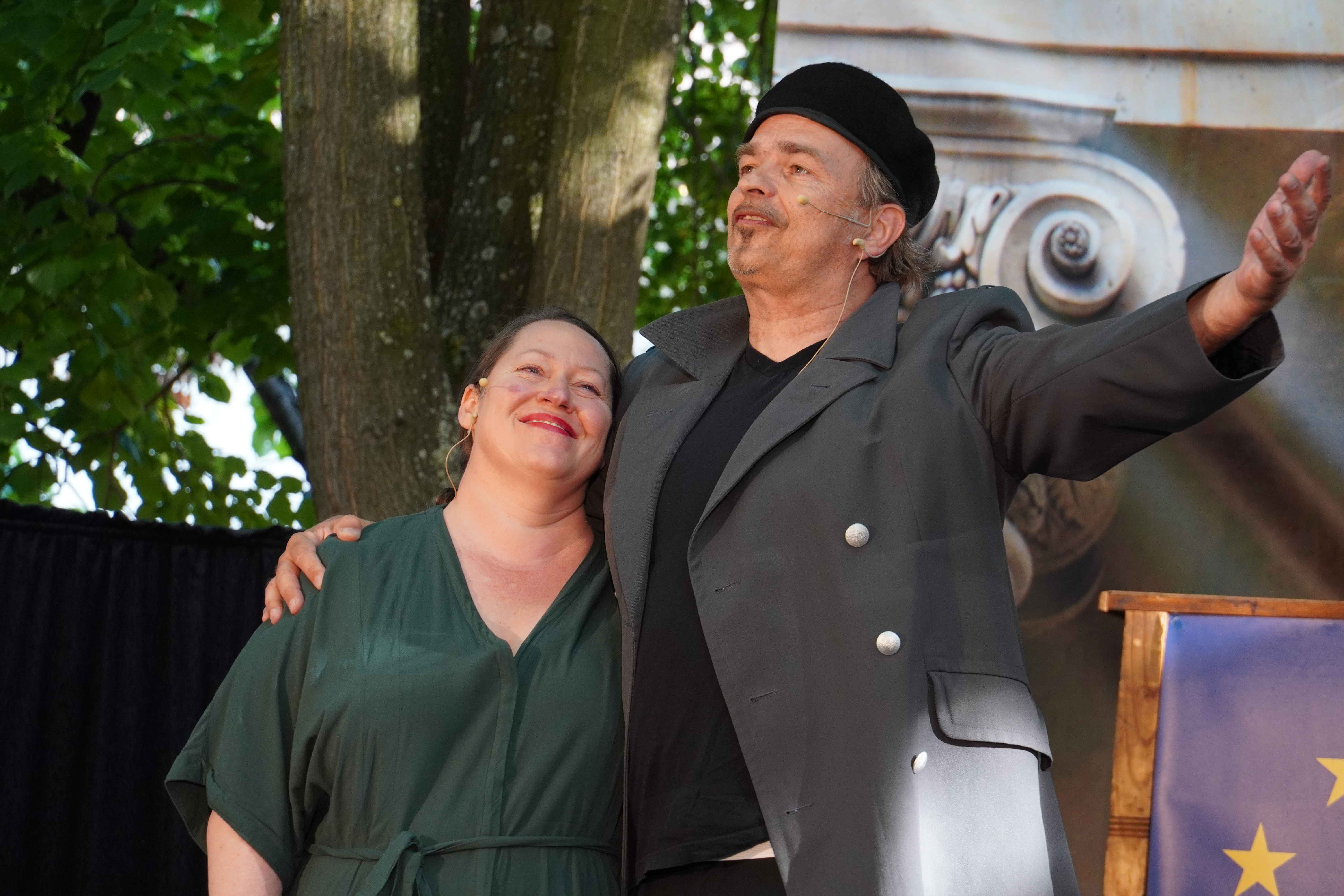
Melanie Linzer und Christian Suhr in der Inszenierung von Büchners "Dantons Tod"

Die BüchnerBühne entstand 2009 aus einer Initiative des gebürtigen Goddelauer Regisseurs und Schauspielers Christan Suhr und befreundeter Kollegen. Seit  Mai 2011 hat das Theater in Riedstadt-Leeheim eine eigene Spielstätte. Zum Repertoire von Christian Suhr und dem Ensemble der BüchnerBühne Riedstadt gehören nicht nur Stücke von Georg Büchner, sondern auch solche von Loriot, Molière und Shakespeare.
Träger der Bühne ist der eingetragene Verein BüchnerFindetStatt, der auch Träger des Museums Büchnerhaus in Büchners Geburtshaus ist.